# Aaaba nodosus
Aaaba nodosus, vrsta kukca kornjaša (Coleoptera) iz porodice krasnika (Buprestidae). raširen je uz istočnu obalu Australije.